# Pakistan na Letnich Igrzyskach Olimpijskich 2012
Pakistan na Letnich Igrzyskach Olimpijskich 2012, które odbyły się w Londynie, reprezentowało 21 zawodników. Nie zdobyli oni żadnego medalu.
Był to szesnasty start reprezentacji Pakistanu na letnich igrzyskach olimpijskich.

## Reprezentanci

### Hokej na trawie
Turniej mężczyzn
Reprezentacja Pakistanu w hokeju na trawie mężczyzn brała udział w rozgrywkach grupy A turnieju olimpijskiego, wygrywając 2 mecze, 1 remisując i ponosząc 2 porażki. W meczu o 7. miejsce w turnieju pokonała Koreę Południową.
Skład
1. Imran Shah
2. Muhammad Irfan
3. Muhammad Rizwan Sr.
4. Muhammad Rizwan Jr.
5. Fareed Ahmed
6. Rashid Mehmood
7. Muhammad Waqas
8. Muhammad Umar Bhutta
9. Abdul Haseem Khan
10. Shakeel Abbasi
11. Sohail Abbas
14. Muhammad Tousiq
15. Shafqat Rasool
16. Rehan Butt
17. Waseem Ahmad
18. Muhammad Imran
Grupa A
| Drużyna           | M | Mecze | Mecze | Mecze | Bramki | Bramki | Bramki | Pkt |
| Drużyna           | M | W     | R     | P     | +      | -      | +/-    | Pkt |
| ----------------- | - | ----- | ----- | ----- | ------ | ------ | ------ | --- |
| Australia         | 5 | 3     | 2     | 0     | 23     | 5      | +18    | 11  |
| Wielka Brytania   | 5 | 2     | 3     | 0     | 14     | 8      | +6     | 9   |
| Hiszpania         | 5 | 2     | 2     | 1     | 7      | 9      | -2     | 8   |
| Pakistan          | 5 | 2     | 1     | 2     | 9      | 9      | 0      | 7   |
| Argentyna         | 5 | 1     | 1     | 3     | 10     | 14     | -4     | 4   |
| Południowa Afryka | 5 | 0     | 1     | 4     | 11     | 22     | -11    | 1   |

Rozgrywki grupowe
30 lipca 2012
| Hiszpania | 1:1 | Pakistan |

1 sierpnia 2012
| Pakistan | 2:0 | Argentyna |

3 sierpnia 2012
| Wielka Brytania | 4:1 | Pakistan |

5 sierpnia 2012
| Pakistan | 5:4 | Południowa Afryka |

7 sierpnia 2012
| Australia | 7:0 | Pakistan |

Mecz o 7 miejsce
| 9 sierpnia 201211:30 WET | Pakistan                                                           | 3:2 | Korea Południowa       |  |
| 9 sierpnia 201211:30 WET | Muhammad Waqas 30' Abdul Haseem Khan 43' Muhammad Imran 60' (kar.) | 3:2 | 29', 32' Hyun Hye-Sung |  |

### Lekkoatletyka
Mężczyźni
| Zawodniczka | Konkurencja | Eliminacje | Eliminacje | Ćwierćfinał | Ćwierćfinał | Półfinał | Półfinał | Finał | Finał   |
| Zawodniczka | Konkurencja | Wynik      | Miejsce    | Wynik       | Miejsce     | Wynik    | Miejsce  | Wynik | Miejsce |
| ----------- | ----------- | ---------- | ---------- | ----------- | ----------- | -------- | -------- | ----- | ------- |
| Liaquat Ali | 100 m       | 10.90      | 4.         | NQ          | NQ          | NQ       | NQ       | NQ    | NQ      |

Kobiety
| Zawodniczka | Konkurencja | Eliminacje | Eliminacje | Ćwierćfinał | Ćwierćfinał | Półfinał | Półfinał | Finał | Finał   |
| Zawodniczka | Konkurencja | Wynik      | Miejsce    | Wynik       | Miejsce     | Wynik    | Miejsce  | Wynik | Miejsce |
| ----------- | ----------- | ---------- | ---------- | ----------- | ----------- | -------- | -------- | ----- | ------- |
| Rabia Ashiq | 800 m       | 2:17.39    | 6.         | —           | —           | NQ       | NQ       | NQ    | NQ      |

### Pływanie
Mężczyźni
| Zawodnik      | Konkurencja           | Eliminacje | Eliminacje | Półfinał | Półfinał | Finał | Finał   |
| Zawodnik      | Konkurencja           | Czas       | Miejsce    | Czas     | Miejsce  | Czas  | Miejsce |
| ------------- | --------------------- | ---------- | ---------- | -------- | -------- | ----- | ------- |
| Israr Hussain | 100 m stylem dowolnym | 57.86      | 54         | NQ       | NQ       | NQ    | NQ      |

Kobiety
| Zawodnik    | Konkurencja           | Eliminacje | Eliminacje | Półfinał | Półfinał | Finał | Finał   |
| Zawodnik    | Konkurencja           | Czas       | Miejsce    | Czas     | Miejsce  | Czas  | Miejsce |
| ----------- | --------------------- | ---------- | ---------- | -------- | -------- | ----- | ------- |
| Anum Bandey | 400 m stylem zmiennym | 5:34.64    | 35         | NQ       | NQ       | NQ    | NQ      |

### Strzelectwo
Mężczyźni
| Zawodniczka  | Konkurencja | Kwalifikacje | Kwalifikacje | Finał  | Finał   |
| Zawodniczka  | Konkurencja | Punkty       | Miejsce      | Punkty | Miejsce |
| ------------ | ----------- | ------------ | ------------ | ------ | ------- |
| Khurram Inam | skeet       | 112          | 28           | NQ     | NQ      |